# Patricia Guerra
Patricia Guerra Cabrera  (Las Palmas de Gran Canaria, 21 de julho de 1965) é uma velejadora espanhola, campeã olímpica da classe 470.

## Carreira
Patricia Guerra representou seu país nos Jogos Olímpicos de 1988 e 1992, na qual conquistou a medalha de ouro na classe 470, em 1992.